# Bosque nacional de Bitterroot
El bosque nacional de Bitterroot (en inglés: Bitterroot National Forest') es un bosque nacional de los Estados Unidos, localizado  la cordillera Bitterroot en los estados de Idaho y Montana, un  área protegida de 6423 km² gestionada por el Servicio Forestal de los Estados Unidos.
Establecido el 1 de marzo de 1898 por la General Land Office con 16 783km² fue transferido al U.S. Forest Service en 1906, y el 1 de julio de 1908 pasó a ser un bosque nacional. El bosque se encuentra en las Bitterroot y en las llamadas montañas Sapphire, con elevaciones que van desde 650 metros a los 3100 m, a largo del río Salmón. Las áreas salvajes no pueden ser transitadas más que a pie o en caballo en algunos puntos. Las talas incontroladas están prohibidas.